# Bonțida
Bonțida (maďarsky Bonchida) je  obec v župě Kluž v Rumunsku. Žije zde přibližně 5 200 obyvatel. V roce 2011 se 17 % obyvatel hlásilo k maďarské národnosti. Součástí obce jsou i tři okolní vesnice.

## Části obce
- Bonțida – 3 228 obyvatel
- Coasta – 161 obyvatel
- Răscruci – 1 717 obyvatel
- Tăușeni – 85 obyvatel